# Sony Ericsson Xperia arc S
Das Sony Ericsson Xperia arc S (auch Xperia LT18i oder Xperia anzu genannt) ist ein Smartphone, welches von Sony Ericsson entwickelt wurde und mit Googles Betriebssystem Android 2.3.4 („Gingerbread“) läuft. Es ist eine Neuauflage des Xperia arc und das letzte Smartphone der Marke Sony Ericsson, bevor sich Sony und Ericsson aus dem Joint Venture trennten.
Es ist im Oktober 2011 erschienen. Bis auf den Prozessor mit 1,4 GHz (statt 1,0 GHz) und die Unterstützung von HSDPA mit 14,4 Mbit/s (statt 7,2 Mbit/s) ist die Hardware identisch mit dem Vorgängermodell Xperia arc.

## Hardware
Das arc S verfügt über ein 4,2 Zoll (10,67 cm) großes TFT-LC-Touchscreen-Display und ist mit einer 8,1-Megapixel-Kamera mit Exmor-R-CMOS-Sensor für schlechtere Lichtverhältnisse ausgestattet. Die Kamera unterstützt im Video-Modus eine Auflösung von bis zu 1280 × 720p Pixeln (High Definition Video) mit 30 Bildern pro Sekunde.
Das Gerät wird mit einer 8 GB großen microSD-Karte ausgeliefert und ist erweiterbar auf bis zu 32 GB (SDHC).
Das Smartphone ist in den Farben Weiß, Schwarz, Silber, Blau und Pink erhältlich.

### Kamera und Video
- 8,1-Megapixel-Kamera mit LED-Blitz und Autofokus
- Sonys Exmor-R-CMOS-Sensor für Smartphones
- 16× Smart Zoom
- HD-Videoaufnahmen (720p) mit bis zu 30 Frames pro Sekunde
- 3D-Schwenkpanorama
- Bildanzeige, unterstützte Formate: BMP, GIF, JPEG, PNG, WBMP
- Bilderfassung, unterstütztes Format: JPEG
- Videowiedergabe und -aufnahme, unterstützte Formate: 3GPP, MP4

### Konnektivität und Kommunikation
- High-Speed USB 2.0 und Micro-USB-Unterstützung
- W-LAN und W-LAN-Hotspot-Funktion
- HDMI-Unterstützung
- DLNA-zertifiziert
- Synchronisation über Exchange ActiveSync, Google Sync und Facebook
- aGPS
- Web-Browser mit Schwenk und Zoom
- Bluetooth

### Speicher
- interner Telefonspeicher: 1 GB (nutzbar 320 MB)
- RAM: 512 MB
- Speichererweiterung: microSD, bis zu 32 GB

### Netzwerk
- GSM – GPRS/EDGE = 850 MHz, 900 MHz, 1800 MHz, 1900 MHz
- UMTS – HSPA = 900 MHz, 2100 MHz (Global außer Amerika)
- UMTS – HSPA = 800 MHz, 850 MHz, 1900 MHz, 2100 MHz (Amerika)

### Unterhaltung
- TrackID-Musikerkennung
- xLOUD Experience – Audio-Filter-Technologie von Sony
- UKW-Radio mit RDS
- 3,5-mm-Audio-Buchse für Kopfhörer
- Audiowiedergabe, unterstützte Formate: MP3, 3GPP, MP4, SMF, WAV, OTA, Ogg Vorbis
- Audioaufnahme, unterstützte Formate: 3GPP, MP4, AMR
- 3D- und Motion-Gaming
- Timescape mit integriertem Facebook und Twitter
- Sony Entertainment Network (nur ausgewählte Märkte)

### Anzeige
- 4,2-Zoll-TFT, 16.777.216 verschiedene Farben, 854 × 480 Pixel, 233 ppi
- Reality-Display mit Mobile BRAVIA Engine
- kratzfestes, bruchsicheres Display
- kapazitiver Touchscreen mit Bildschirm-QWERTZ-Tastatur
- Aufnahme von Bildschirmfotos

## Software
Das Betriebssystem des Xperia arc S ist im Auslieferungszustand Googles Android in der Version 2.3.4 („Gingerbread“).
Im Januar 2012 folgte ein Update auf 4.0.3 („Ice Cream Sandwich“) und im April 2012 ein Update auf Android 4.0.4.
Auf der Support Seite von Sony steht, dass die Android-Version 4.0.4 vom April 2012 die letzte und endgültige Version sein wird. Somit wird dieses Smartphone offiziell von Sony nicht mehr mit Updates versorgt.
Dank Projekten wie LegacyXperia ist es jedoch über sogenannte Custom-ROMs möglich, Versionen bis Android 6 („Marshmallow“) trotz des geringen internen Speichers mittels Auslagerung von Datenbanken auf eine externe SD-Karte auf dem Xperia arc S zu installieren. Auch erste Versuche zur Installation von Android 7 ("Nougat") waren bereits erfolgreich. Da für das Installieren einer solchen Rom Root-Rechte benötigt werden, verliert man bei der Durchführung der Installation die Garantierechte von Sony.

### Vorinstallierte Anwendungen
- Google Voice Search
- Google Talk
- Google Mail
- Google Kalender
- Google 3D-Galerie
- Google Maps mit Street View

## Rezeption
Focus Online lobte die Kameraqualität, das Design und die Displaygröße des Sony Xperia Arc S und kritisierte die Klangqualität und urteilte, dass sich das Vorgängermodell Sony Xperia Arc aufgrund des deutlich geringeren Preises mehr lohne.